# Het zijn net mensen (Nederlands televisieprogramma)
Het zijn net mensen is een Nederlands natuurquiz-televisieprogramma dat uitgezonden werd door RTL 4. De presentatie van het programma was in handen van Paul de Leeuw en boswachter Arjan Postma. In 2016 werd De Leeuw vervangen als presentator door Humberto Tan.
De laatste drie seizoen waren ook te streamen via Videoland.

## Format
In het programma nemen twee teams bestaande uit twee bekende Nederlanders het tegen elkaar op in de natuurquiz die bestaat uit verschillende vragenronden. Elk seizoen zijn er twee vaste teamleiders, naast hen nemen elke aflevering een andere bekende gast plaats.

## Teamleiders
Tijdens het oorspronkelijke seizoen van het programma waren Richard Groenendijk en Marc-Marie Huijbregts als vaste teamleiders te zien. Beide keerde voor het tweede seizoen in 2016 niet terug, ze werden vervangen door Philippe Geubels en Najib Amhali. Geubels werd na twee seizoenen vervangen door Martijn Koning. Voor het vijfde seizoen in 2020 keerde Amhali na drie seizoenen niet meer terug, hij werd vervangen door Jeroen van Koningsbrugge.

### Overzicht
Hieronder een overzicht van de verdeling van de teamleiders per seizoen.
| Teamleiders              | Seizoen 1 | Seizoen 2 | Seizoen 3 | Seizoen 4 | Seizoen 5 |
| ------------------------ | --------- | --------- | --------- | --------- | --------- |
| Richard Groenendijk      |           |           |           |           |           |
| Marc-Marie Huijbregts    |           |           |           |           |           |
| Philippe Geubels         |           |           |           |           |           |
| Najib Amhali             |           |           |           |           |           |
| Martijn Koning           |           |           |           |           |           |
| Jeroen van Koningsbrugge |           |           |           |           |           |

## Seizoensoverzicht
| Seizoen | Uitzenduren            | Presentatie   | Aantal afleveringen | Start seizoen    | Start seizoen | Einde seizoen   | Einde seizoen | Gemiddelde kijkcijfers |
| Seizoen | Uitzenduren            | Presentatie   | Aantal afleveringen | Datum            | Kijkcijfers   | Datum           | Kijkcijfers   | Gemiddelde kijkcijfers |
| ------- | ---------------------- | ------------- | ------------------- | ---------------- | ------------- | --------------- | ------------- | ---------------------- |
| 1       | Vrijdag 20:30 – 21:30  | Paul de Leeuw | 7                   | 25 april 2014    | 1.064.000     | 6 juni 2014     | 804.000       | 1.028.857              |
| 2       | Zaterdag 21:30 – 22:30 | Humberto Tan  | 6                   | 30 april 2016    | 1.652.000     | 4 juni 2016     | 1.076.000     | 1.138.333              |
| 3       | Zaterdag 21:30 – 22:30 | Humberto Tan  | 6                   | 18 maart 2017    | 909.000       | 22 april 2017   | 951.000       | 993.500                |
| 4       | Zondag 20:00 – 21:00   | Humberto Tan  | 4                   | 18 november 2018 | 696.000       | 9 december 2018 | 590.000       | 637.500                |
| 5       | Zondag 21:30 – 22:30   | Humberto Tan  | 6                   | 26 april 2020    | 610.000       | 31 mei 2020     | 525.000       | 571.667                |

## Seizoenen

### Seizoen 1 (2014)
| Afl. | Uitzending    | Gasten                             | Kijkcijfers |
| ---- | ------------- | ---------------------------------- | ----------- |
| 1    | 25 april 2014 | Tjitske Reidinga, Jamai            | 1.064.000   |
| 2    | 2 mei 2014    | Yvon Jaspers, Fred van Leer        | 1.173.000   |
| 3    | 9 mei 2014    | Tineke Schouten, Isa Hoes          | 1.159.000   |
| 4    | 16 mei 2014   | Bert van Leeuwen, Josje Huisman    | 909.000     |
| 5    | 23 mei 2014   | Chantal Janzen, Herman den Blijker | 982.000     |
| 6    | 30 mei 2014   | Toprak Yalçiner, Anita Meyer       | 1.111.000   |
| 7    | 6 juni 2014   | Lone van Roosendaal, Joke Bruijs   | 804.000     |

### Seizoen 2 (2016)
| Afl. | Uitzending    | Gasten                             | Kijkcijfers |
| ---- | ------------- | ---------------------------------- | ----------- |
| 1    | 30 april 2016 | Babette van Veen, Jandino Asporaat | 1.652.000   |
| 2    | 7 mei 2016    | Ruben Nicolai, Edith Bosch         | 1.020.000   |
| 3    | 14 mei 2016   | Leontien van Moorsel, Nance Coolen | 642.000     |
| 4    | 21 mei 2016   | Javier Guzman, Nicolette Kluijver  | 1.187.000   |
| 5    | 28 mei 2016   | Merel Westrik, Kasper van Kooten   | 1.253.000   |
| 6    | 4 juni 2016   | Dionne Stax, Remco Veldhuis        | 1.076.000   |

### Seizoen 3 (2017)
| Afl. | Uitzending    | Gasten                                   | Kijkcijfers |
| ---- | ------------- | ---------------------------------------- | ----------- |
| 1    | 18 maart 2017 | Ronald de Boer, Frank de Boer            | 909.000     |
| 2    | 25 maart 2017 | Frans Bauer, Lauren Verster              | 844.000     |
| 3    | 1 april 2017  | Britt Dekker, Rick Brandsteder           | 1.226.000   |
| 4    | 8 april 2017  | Peter Pannekoek, Miljuschka Witzenhausen | 989.000     |
| 5    | 15 april 2017 | Kees Tol, Romy Monteiro                  | 1.042.000   |
| 6    | 22 april 2017 | Angela Groothuizen, Froukje de Both      | 951.000     |

### Seizoen 4 (2018)
| Afl. | Uitzending       | Gasten                            | Kijkcijfers |
| ---- | ---------------- | --------------------------------- | ----------- |
| 1    | 18 november 2018 | Soundos El Ahmadi, Jörgen Raymann | 696.000     |
| 2    | 25 november 2018 | Esmée van Kampen, Anouk Maas      | 636.000     |
| 3    | 2 december 2018  | Géza Weisz, Evi Hanssen           | 628.000     |
| 4    | 9 december 2018  | Ferry Doedens, Roué Verveer       | 590.000     |

### Seizoen 5 (2020)
| Afl. | Uitzending    | Gasten                                | Kijkcijfers |
| ---- | ------------- | ------------------------------------- | ----------- |
| 1    | 26 april 2020 | Kimberley Klaver, Bobbi Eden          | 610.000     |
| 2    | 3 mei 2020    | Nienke Plas, Rick Paul van Mulligen   | 528.000     |
| 3    | 10 mei 2020   | Renate Verbaan, Tina de Bruin         | 640.000     |
| 4    | 17 mei 2020   | Gregory Sedoc, Fatima Moreira de Melo | 635.000     |
| 5    | 24 mei 2020   | Eva Koreman, Frank van der Lende      | 492.000     |
| 6    | 31 mei 2020   | Eva Van der Gucht, Loretta Schrijver  | 525.000     |